# Opération Bishop
Théâtre d'Asie du Sud-Est de la guerre du Pacifique
Batailles
- Opération Cockpit
- Opération Transom
- Opération Matterhorn (Pelembang - Kuala Lumpur)
- Bombardements de Bangkok (1942-45)
- Bombardements de Singapour (1944-45)
- Opération Crimson
- Opération Banquet (Padang)
- Opération Light
- Opération Millet
- Opération Outflank (Robson - Lentil - Meridian)
- Opération Sunfish
- Opération Bishop
- Opération Balsam
- Opération Collie
- Opération Livery

L'opération Bishop était une opération aéronavale britannique pendant la Seconde Guerre mondiale dans l'océan Indien, en Indonésie, entre le 27 avril et le 6 mai 1945. De multiples actions y ont été menées pour créer une sorte de leurre lors de la fin de l'opération Dracula pour empêcher toute action navale japonaise et pour finaliser la troisième campagne des opérations en Birmanie.

## Ordre de bataille
Les navires impliqués de la flotte des Indes orientales du vice-amiral Arthur Power, constituant la Force 63 du vice-amiral Walker, sont partis de la base de Trinquemalay : 
- Les porte-avions d'escorte HMS Empress et HMS Shah,
- Le cuirassé britannique HMS Queen Elizabeth et le cuirassé français Richelieu,
- Les croiseurs lourds HMS Cumberland et HMS Suffolk,
- Les destroyers HMS Nubian, HMS Penn, HMS Rotherham, HMS Tartar , HMS Verulam et HMS Paladin,
- Les pétroliers Olwen et Easedale.

## Actions
- 30 avril : attaques aériennes contre Car Nicobar (îles Nicobar) et le port de Port Blair.
- 30 avril : pilonnage de Martaban, dans le golfe de Martaban, par 3 autres destroyers (HMS Roebuck, HMS Racehorse et HMS Reboudt).
- 1er mai : pilonnage de Car Nicobar par les mêmes destroyers.
- 1er mai : second bombardement des pistes d'atterrissage de Car Nicobar.
- 2 mai : second bombardement de Port Blair.

Au cours de ces premières actions, un convoi de neuf navires évacuant les forces japonaises de Rangoun a été totalement détruit. Puis la Force 63 s'est rendue sur une autre position en position en mer d'Andaman pour couvrir la fin de l'opération Dralula.
- 3 mai : des avions embarqués ont bombardé un navire côtier de 80 tonnes dans la rivière Tavoy.
- 4 mai : des avions embarqués ont mitraillé les aérodromes de Mergui et Victoria Point.
- 5-6 mai : les avions des deux porte-avions d'escorte ont attaqué des bases japonaises entre Mergui et Victoria Point dans le Sud de la Birmanie.
- 6 mai : bombardement des défenses antiaériennes japonaises et attaque des navires dans Port Blair.
- 6 mai : le HMS Queen Elisabeth a détruit un canon japonais de 152 mm sur Stewart Sound (Stewart Sound Group (en)).

Au cours de ces dernières opérations, 2 navires, 1 remorqueur, et 1 jonque ont été détruits. Un chasseur-bombardier Grumman F6F Hellcat a été perdu. Aucune opposition aérienne japonaise n'a été rencontrée, et les navires de la Force 63 sont revenus à Trinquemalay le 9 mai.